# Kenya Barris

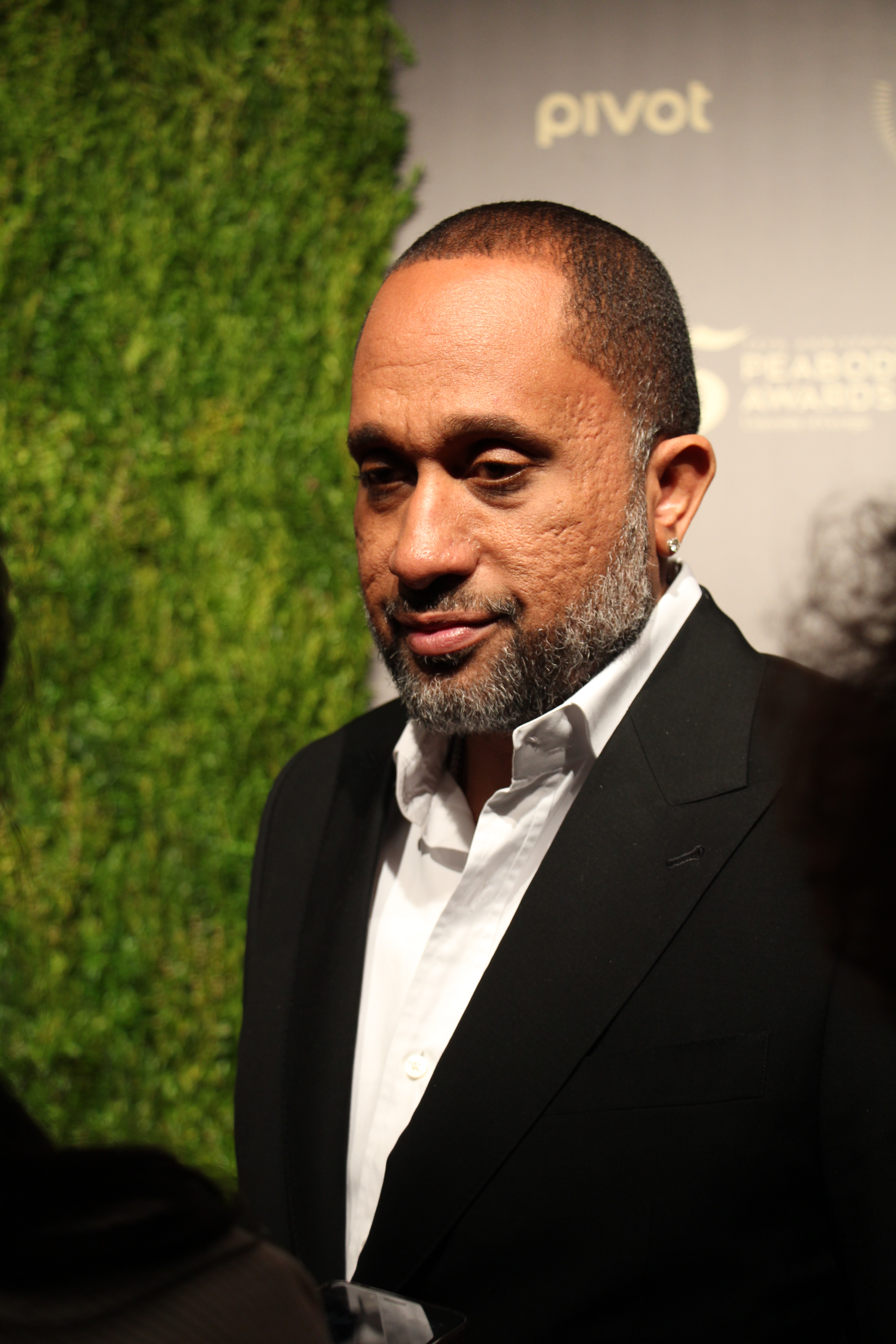
Kenya Barris bei den Peabody Awards 2016

Kenya Barris (* 9. August 1974 in Inglewood, Kalifornien) ist ein US-amerikanischer Drehbuchautor, Filmproduzent und Schauspieler.

## Leben und Karriere
Barris ist der Drehbuchautor mehrerer vor allem in den USA erfolgreicher Fernsehshows, unter anderem der gefeierten Serie Black-ish und deren Spin-Offs Grown-ish und Mixed-ish.
Er ist verheiratet mit der Anästhesistin Rania „Rainbow“ Barris, die er während seines Studiums kennenlernte und mit der er sechs Kinder hat. Seiner Alma Mater, der Clark Atlanta University, spendete Barris 2018 1 Mio. USD, woraufhin er einen Ehrendoktortitel im Fach Literaturwissenschaft erhielt.
Barris engagiert sich gegen Rassismus und unterstützt die Black-Lives-Matter-Bewegung.
2020 gab er an der Seite von Rashida Jones sein Schauspiel-Debüt in der von ihm produzierten Serie #blackAF auf Netflix.

## Filmografie (Auswahl)
- 2014–2022 Black-ish (Fernsehserie)
- 2016: Barbershop: The Next Cut
- 2017: Girls Trip
- seit 2018: Grown-ish (Fernsehserie)
- 2019–2021 Mixed-ish (Fernsehserie)
- 2019: Shaft
- 2020: Hexen hexen (The Witches)
- 2020: #blackAF (Fernsehserie)
- 2021: Der Prinz aus Zamunda 2 (Coming 2 America)
- 2022: Im Dutzend noch billiger (Cheaper by the Dozen)
- 2023: You People
- 2023: White Men Can’t Jump